# Ansen Dibell
Œuvres principales
- Série Le Roi de Kantmorie

Ansen Dibell, nom de plume de Nancy Ann Dibble, née le 8 septembre 1942 à Brooklyn (New York) et morte le 7 mars 2006 à Cincinnati, est une écrivaine américaine de science fiction et de fantasy.

## Œuvres

### SérieLe Roi de Kantmorie
1. La Chasse au hurleur, OPTA, coll. « Club du livre d'anticipation », 1982 ((en) Pursuit of the Screamer, 1978), trad. Daniel Lemoine, 446 p.  (ISBN 2-7201-0149-4)
2. Le Cercle, le croissant et l’étoile, OPTA, coll. « Club du livre d'anticipation », 1983 ((en) Circle, Crescent, Star, 1981), trad. Jacques Schmitt, 418 p.  (ISBN 2-7201-0179-6)
3. La Fête de l’été, OPTA, coll. « Club du livre d'anticipation », 1984 ((en) Summerfair, 1982), trad. Luc Carissimo, 416 p.  (ISBN 2-7201-0185-0)
4. Aux confins de l’ouragan, OPTA, coll. « Club du livre d'anticipation », 1985 ((en) Tidestorm Limit, 1983), trad. Daniel Lemoine, 365 p.  (ISBN 2-7201-0247-4)
5. Le Soleil du grand retour, OPTA, coll. « Club du livre d'anticipation », 1986 ((en) The Sun of Return, 1985), trad. Daniel Lemoine, 445 p.  (ISBN 2-7201-0255-5)

### Roman indépendant
- (en) Beyond Words, Beyond Silence, 1992

### Essais
- (en) Plot: Elements of Fiction Writing, 1988
- (en) Word Processing Secrets for Writers, 1989Écrit avec Michael A. Banks.
- (en) How to Write a Million: The Complete Guide to Becoming a Successful Author, 1995Écrit avec Orson Scott Card, Lewis Turco et Michael Ridpath.